# 1954 en Pologne
Cet article présente les faits marquants de l'année 1954 en Pologne.

## Décès
- 30 septembre : Boleslas Biegas, peintre, sculpteur symboliste, écrivain et auteur dramatique franco-polonais (° 29 mars 1877).
- 21 novembre : Karol Rathaus, compositeur polonais (° 16 septembre 1895).